# Catawbas

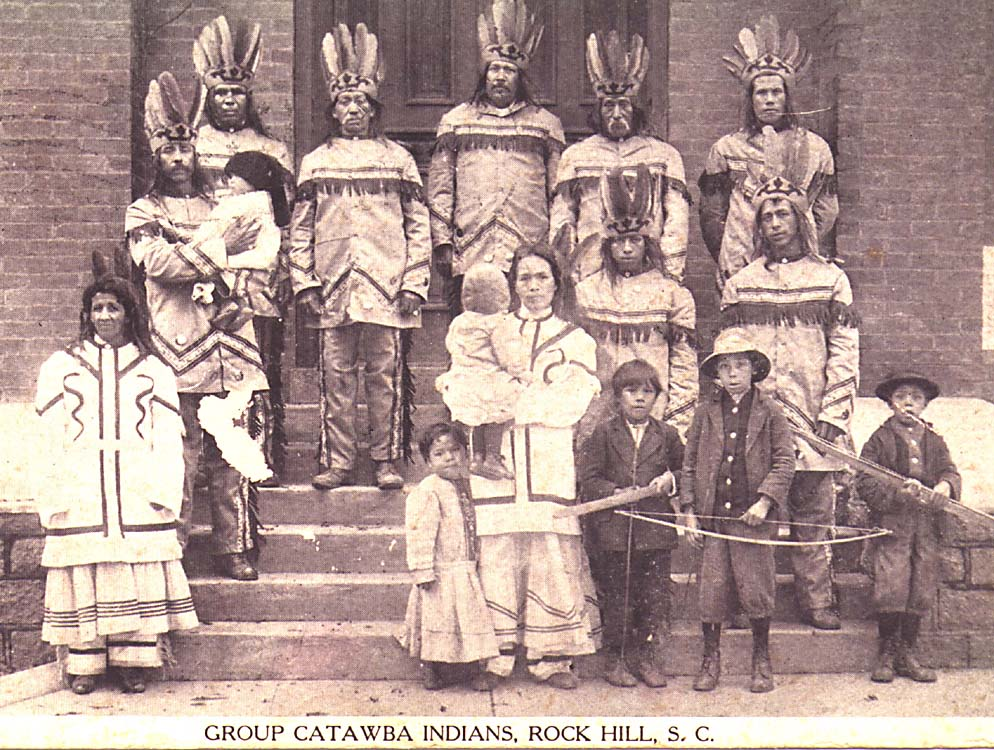
Grupo Catawba em 1913 na cidade de Rock Hill, na Carolina do Sul.

Os Catawba, também conhecidos como Issa, Essa ou Iswä, mas mais comumente Iswa (Catawba: Ye Iswąą - "povo do rio"), são uma tribo federalmente reconhecida dos povos nativos norte-americanos, conhecida como a Nação Indígena Catawba. Atualmente suas terras estão localizadas na Carolina do Sul, no rio Catawba, perto da cidade de Rock Hill. Seu território também já se estendeu até a Carolina do Norte, estado onde eles ainda possuem direito legal a algumas parcelas de terras. Eles já foram considerados uma das tribos mais poderosas do sudeste da Carolina do Sul, bem como uma das tribos mais poderosas do sul como um todo, tendo se fundido com outras tribos menores à medida que teve contato com os povos colonizadores da região.

Localização da Reserva Catawba na Carolina do Sul.

Os Catawba estavam entre as tribos da região da costa leste dos Estados Unidos que fizeram alianças seletivas com alguns dos primeiros colonos europeus, quando esses colonos concordaram em ajudá-los em seus conflitos com outras tribos, como os Iroqueses, os Cherokees, os Shawnees, Delaware e vários membros dos Algonquians da região dos Grandes Lagos, aliados dos franceses. Durante a Guerra Revolucionária Americana, os Catawba apoiaram os colonos americanos contra os britânicos, servindo como batedores. Dizimados por epidemias coloniais de varíola, guerras e rupturas culturais, os Catawba diminuíram acentuadamente em número no final do século XVIII e no século XIX. Alguns Catawba continuaram a viver em suas terras natais na Carolina do Sul, enquanto outros se juntaram aos Choctaw e aos Cherokees, pelo menos temporariamente.
Extinta como tribo pelo governo federal em 1959, a Nação Indígena Catawba teve que se reorganizar para reafirmar sua soberania e direitos de tratados. Em 1973, eles estabeleceram seu registro tribal e iniciaram o processo de recuperação do reconhecimento federal. Em 1993, seu reconhecimento federal foi restabelecido, juntamente com um acordo de US$ 50 milhões do governo federal e do estado da Carolina do Sul por suas antigas reivindicações de terras. A tribo também foi oficialmente reconhecida pelo estado da Carolina do Sul em 1993. Sua sede fica em Rock Hill, Carolina do Sul.

A partir de 2006, a população da Nação Catawba aumentou para cerca de 2.600, e em 2012 ultrapassou a marca de 3.000 indivíduos, a maioria na Carolina do Sul, com grupos menores em Oklahoma, Colorado, Ohio e outros lugares. A língua Catawba, que está sendo revivida, faz parte da família Siouan (ramo Catawba).